# 聖弗朗西斯山 (印地安納州)
聖弗朗西斯山（英語：Mount St. Francis）是位於美國印地安納州弗洛伊德縣的一個非建制地區。該地的面積和人口皆未知。